# اسدالله مروتی
اسدالله مروتی (١٣٠٠-١٣٨٧) سیاست‌مدار ایرانی بود، که در  دوره بیست و دوم  بعنوان نماینده نهاوند در مجلس شورای ملی حضور داشت.